# Cary Christopher
Cary Christopher (Los Angeles, 6 maggio 2016) è un attore statunitense.

## Biografia
Christopher nasce a Los Angeles in California il 6 maggio 2016. Inizia la sua carriera da attore già da piccolissimo apparendo in diverse serie tv. Nel 2020 interpreta Thomas DiMera nella soap opera Il tempo della nostra vita. Nel 2025 è uno tra i protagonisti nel film Weapons, nel ruolo di Alex Lilly.

## Filmografia

### Cinema
- Mank (2020)
- Weapons (2025)

### Televisione
- Mr. Mom - serie TV, 11 episodi (2019)
- 9-1-1 - serie TV, 1 episodio (2020)
- Le amiche di mamma - serie TV, 1 episodio (2020)
- Il tempo della nostra vita - soap opera (2020-in corso)
- American Horror Story - serie TV, 1 episodio (2021)
- Station 19 - serie TV, 1 episodio (2021)
- NCIS - Unità anticrimine - serie TV, 1 episodio (2024)
- The Rookie – serie TV, 2 episodi (2024)
- High Potential – serie TV, 1 episodio (2024)